# Kaland (Austrheim)
Kaland este o localitate din comuna Austrheim, provincia Hordaland, Norvegia, cu o suprafață de 0,92 km² și o populație de 478 locuitori (2013).